# Le Silence de la mer (téléfilm)
Pour les articles homonymes, voir Le Silence de la mer (homonymie).
Pour l’article homonyme, voir Le Silence de la mer (film, 1947).
Pour plus de détails, voir Fiche technique et Distribution.
Le Silence de la mer est un téléfilm franco-belge réalisé par Pierre Boutron, sorti en 2004, adaptation des nouvelles de Vercors : Le Silence de la mer et Ce jour-là. 
Il a été récompensé de trois prix au Festival de la fiction TV de Saint-Tropez en 2004 : meilleur téléfilm, meilleure interprétation féminine pour Julie Delarme et meilleure musique pour Jean-Claude Nachon et Angélique Nachon.

## Synopsis
Pendant la Seconde Guerre mondiale, dans un village français occupé par l'armée allemande, vit Jeanne Larosière, une jeune femme au caractère inflexible, et son grand-père, vétéran de la Grande Guerre. Leur maison est bientôt réquisitionnée par l'occupant qui installe dans l'une de leurs chambres un officier : le capitaine Werner von Ebrennac. La jeune femme et le vieil homme lui opposent un silence complet. Bel homme cultivé et amoureux de la France, l'officier respecte leur décision. Tous les soirs, il les rejoint au salon et tente de leur témoigner de l'amitié à travers des soliloques prônant le rapprochement des peuples et la fraternité, qui dévoilent une grande sensibilité. Au fil des jours, Jeanne se sent troublée par le séduisant capitaine ennemi.

## Fiche technique
- Titre : Le Silence de la mer
- Réalisateur : Pierre Boutron
- Scénario et dialogues : Anne Giafferi d'après les nouvelles Le Silence de la mer et Ce jour-là de Vercors
- Directeur de la photographie : Alain Levent
- Production : Alain Bordiec, Catherine Ruault
- Sociétés de production : 
  - Expand Drama
  - France 2 (FR2)
  - La Chaine Festival
  - Radio Télévision Belge Francophone (RTBF)
  - Saga Film (Belgique)
- Distribution : Yleisradio (Yle)
- Musique : Jean-Claude Nachon, Angélique Nachon
- Montage : Patrice Monnet
- Son : Jean-Marie Blondel
- Pays d'origine : France
- Lieu de tournage : Tusson, village de Charente
- Format : couleur - Aspect Ratio: 1.78:1
- Langue : français
- Genre : drame romantique, guerre
- Durée : 100 minutes
- Dates de sortie :

- -  France : 24 octobre 2004
  -  Belgique : 25 octobre 2004
  -  Argentine : 30 décembre 2004
  -  Brésil : 30 décembre 2004
  -  Mexique : 30 décembre 2004
  -  Finlande : 31 août 2005
  -  Russie : 29 novembre 2008

## Distribution
- Thomas Jouannet : le capitaine Werner von Ebrennac
- Julie Delarme : Jeanne Larosière
- Michel Galabru : André Larosière
- Marie Bunel : Marie, une résistante
- Lucie Barret : Solange
- Jean-Baptiste Puech : Pascal
- Franck Beckmann : l'ordonnance du capitaine Werner Von Ebrennac
- Timothée Ferrand : Pierre
- Jörg Schnass : le premier officier
- Jörn Cambreleng : le second officier
- Alexander Ashkenazy : François
- Hélène Vauquois : la mère de François
- Jean Philippe Mesmain : le père de Solange
- Claude Andrzejewski : Louis, un résistant
- Tony Lotaire : l'enfant de 12 ans
- Dorian Bourbon : l'enfant de 6 ans
- Mahé Frot : la voisine
- Christophe Sardain : l'adjudant
- Gaël Birot : le premier soldat
- Julien Boissier-Descombes : le copain de Pascal
- Yvan Bernard : Bernard
- Éric Taillet : le second ordonnance

## Récompenses et distinctions
Le téléfilm a remporté trois prix au Festival de la fiction TV de Saint-Tropez en 2004 : 
- Meilleur téléfilm
- Meilleure interprétation féminine pour Julie Delarme
- Meilleure musique pour Jean-Claude et Angélique Nachon.